# Конаки, Екатерина
Екатерина Кокута Конаки (урождённая Конаки; 2 апреля 1829, Цыгенешть, Галац, Западная Молдавия — 22 февраля 1870, Генуя, Италия) — румынская аристократка, принцесса, революционерка. Известна своей активной деятельностью по объединению Валахии и Молдавии.

## Биография
Была единственной дочерью поэта Костаке Конаки. Росла в патриотической семье.
В 1846 году по настоянию отца вышла замуж за князя Николая Вогориде, каймакама Молдавского княжества, ультра-консервативного правителя, противника союза Молдавии с Валахией и создания Дунайского княжества.
В браке с ним родила четверых детей: сыновей Эммануэля (1847—1935) и Константина (1849—1894), дочерей Марию (1851—1931) и Лючию (1855—1938).
Екатерина была преданным сторонником национальных интересов и борьбы за объединение Валахии и Молдавии, не колеблясь, ставя под угрозу честь первой леди Молдавии (когда её муж стал каймаканом Молдавии в 1857 году), открыто поддерживала общественные движения. Противостояла своему мужу и помогала различными способами, такими как пожертвование своих драгоценностей для дела объединения или кража документов, компрометирующих деятельность противников национальных интересов Молдовы.
Во время ожесточённого противостояния сторонников и противников объединения двух княжеств, стала подругой Александру Иоана Куза. Трудно однозначно решить чего в их отношениях было больше — любовной или революционной страсти. Её муж Николай Вогориде планировал занять трон господаря Молдавии. Героическая Екатерина сыграла решающую роль в победе унионистов, выкрав письма мужа к османским сановникам.
В результате их обнародования был сорван заговор антиунионистов во главе с османами и Габсбургами.
Спустя год после смерти Вогориде в 1863 г., повторно вышла замуж за князя Эмануэля Русполи, 1-го принца Поджо Суаза (1837—1899) в браке с которым родила пять детей: Константина, Эудженио, Марио, Катарину, Маргариту Русполи.
Умерла от малярии в Генуе. Похоронена на родине в родовом поместье.